# 백제의 고분

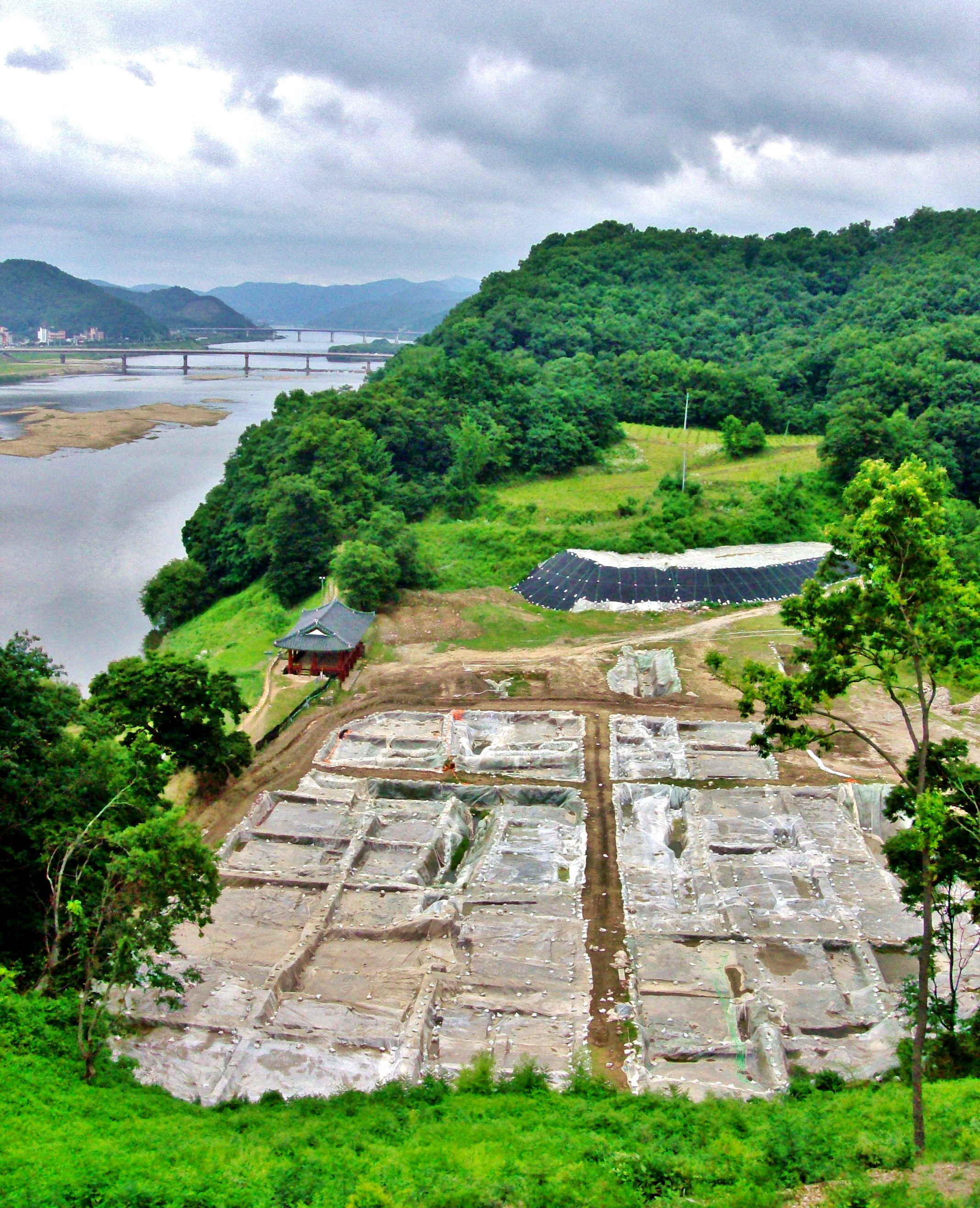

백제의 고분(百濟—古墳)은 백제 시대의 무덤으로 백제의 옛 서울이던 지금의 경기도 광주·고양·여주 등지에 산재해 있다. 돌무지무덤·흙무덤·돌무지 덧널무덤·횡혈식 고분 등이 있다. 특히 횡혈식 고분은 현실·연도까지 만들어져 있다. 충남 공주 주외면 송산리 구릉에 다수가 남아 있는데, 사방을 돌로 쌓아 칠을 하고 궁륭형의 현실을 만든 횡혈식 고분이다. 특히 6호분은 횡혈식 전축으로, 문양이 박힌 전(塼)으로 사면을 쌓고, 궁륭형(아치형) 천장을 만들고, 전축 관대를 설치, 배수구까지 만들었다. 사신일월도 등의 벽화가 있으며 많은 유물이 출토되었다.

## 공주 고분군
충청남도 공주시 일대에는 백제의 고분군이 흩어져 있다. 송산리(宋山里) 1∼6호분(사적 13호)·시목동 고분(枾木洞古墳)을 비롯하여 금성동(錦城洞)·옥룡동(玉龍洞)·금학동(金鶴洞) 등의 고분이 대표적이다. 석실무덤이 주류를 이루는데, 소형에서부터 한 변의 길이가 3m를 넘는 대형 등 크기와 형식 면에서 여러 가지이다.
- 사적  제13호  공주 송산리 고분군(公州 宋山里 古墳群), 무령왕릉
- 사적  제460호  공주 수촌리 고분군(公州 水村里 古墳群)
- 충청남도 기념물  제7호  공주신관리석실고분(公州新官里石室古墳)
- 충청남도 기념물  제168호  공주금학동고분군(公州錦鶴洞古墳群)